# Пожарное депо
Пожарное депо — здание для пожарных машин.
В здании или комплексе сооружений пожарной части размещаются дежурно-диспетчерская служба, пожарные автомобили и другое пожарное оборудование.
Техническим регламентом и иными правовыми актами установлены требования к расположенным в пожарном депо служебных помещений для хранения техники и её обслуживания, помещений для размещения личного состава, помещения для приёма извещений о пожаре и других помещений, необходимых для выполнения задач, возложенных на пожарную охрану. Здания пожарных депо подразделяются на несколько типов в зависимости от назначения, количества автомобилей, состава помещений и их площадей.
Здания пожарных частей, построенные в России с начала XIX века и до 1930-х годов (например, в Костроме), как правило, включали каланчу — наблюдательную и сигнальную башню. В Москве последнее депо такого типа было построено в 1929 году. В дальнейшем повышение этажности застройки и распространение телефонной связи сделало дозорную службу неэффективной. В пожарных депо более позднего периода постройки нередко имеются башни для размещения сушильного оборудования для пожарных рукавов.
Типичная планировка пожарного депо XIX века предусматривала размещение транспорта, пожарного инвентаря и иного оборудования на первом этаже. Второй этаж занимали помещения дежурной смены (караулов), в том числе спальня и бытовые помещения. Характерными особенностями пожарных депо является использование спускового столба для быстрого спуска личного состава по тревоге с верхних этажей здания на нижние, а также однорядная расстановка автомобилей в гараже с воротами для каждого автомобиля, что обусловлено необходимостью сбора и выезда в кратчайший срок. В некоторых пожарных депо (например, выборгском) для этих целей предусмотрены двойные лестницы.